# El último rey
El último rey (estilizada en pantalla como El último rey, el hijo del pueblo), es una serie de televisión biográfica mexicana producida por Juan Osorio para TelevisaUnivision, en el 2022. La serie está basada en el libro biográfico no autorizado de Vicente Fernández, El último rey de Olga Wornat. Se estrenó a través de Las Estrellas el 14 de marzo de 2022. El 16 de marzo de 2022, el productor citado anunció que la serie fue ordenada para una segunda temporada, la cual, se estrenó el 16 de mayo de 2022. La serie finalizó el 10 de junio del mismo año.
Está protagonizada por Pablo Montero como Vicente Fernández, junto con Angélica Aragón y un reparto coral.

## Trama
Basado en el libro de Wornat, El último rey trata la vida de Vicente Fernández —más conocido como «El Charro de Huentitán»—, el cual, a través de entrevistas, testimonios y revelaciones, cuenta como antes de llegar a cantar en el Estadio Azteca pintó casas, su matrimonio, romances, además del secuestro de Vicente Fernández Jr.

## Reparto

### Principales
- Angélica Aragón como Dalia Muñoz[10]
- Pablo Montero como Vicente Fernández[11]
  - Salvador Sánchez interpreta a Vicente adulto mayor[12]
  - Eduardo Barajas interpreta a Vicente joven[13]
  - Moisés Habib Buchard interpreta a Vicente de niño[13]
- Iliana Fox como María del Refugio «Cuquita» Abarca Villaseñor[11]
  - Jade Fraser interpreta a María del Refugio joven[14]
  - Paloma Woolrich interpreta a María del Refugio adulto mayor
- Jesús Moré como Gerardo Fernández[15]
  - Paolo Vargas como Gerardo Fernández joven
- Iván Arana como Vicente Fernández Jr.[15]
  - Alonso Meza como Vicente Fernández Jr. joven
- Emilio Osorio como Alejandro Fernández joven / Álex Fernández[16]
  - Vince Miranda interpreta a Alejandro Fernández adulto

### Recurrentes
- César Évora como Francisco Manjarrez[15][17]
- Sara Corrales como Patricia Rivera
- Alejandra Ambrosi como Paula Gómez[11]
- Ligia Uriarte como Sissi
- Antonio López como Ramón
- Eva Daniela como Chicotita
- José Daniel Figueroa como Felipe de adulto
- Alejandro Sandi como Federico Méndez
- Rossana de León como Lucha Villa
- Karla Garrido como La India María
- José Alfredo Jiménez Jr.
- Flor Yáñez como Alicia Juárez
- Ana Tena
- Carlos Balderrama
- Waldo Franco
- Carlos Kapistrán

## Episodios
| Temporada | Temporada | Episodios | Episodios | Emisión original    | Emisión original    |
| Temporada | Temporada | Episodios | Episodios | Primera emisión     | Última emisión      |
| --------- | --------- | --------- | --------- | ------------------- | ------------------- |
|           | 1         | 10        | 10        | 14 de marzo de 2022 | 25 de marzo de 2022 |
|           | 2         | 20        | 20        | 16 de mayo de 2022  | 10 de junio de 2022 |

### Primera temporada (2022)
| N.º en serie | N.º en temp. | Título                                    | Fecha de emisión original | Audiencia (millones) |
| ------------ | ------------ | ----------------------------------------- | ------------------------- | -------------------- |
| 1            | 1            | «El secuestro del primogénito»            | 14 de marzo de 2022       | 8.0                  |
| 2            | 2            | «Prueba de vida»                          | 15 de marzo de 2022       | 3.2                  |
| 3            | 3            | «Nunca olvides de donde vienes»           | 16 de marzo de 2022       | 2.9                  |
| 4            | 4            | «Solo vas a ser conocido en tu casa»      | 17 de marzo de 2022       | —                    |
| 5            | 5            | «Mi fiel compañera»                       | 18 de marzo de 2022       | —                    |
| 6            | 6            | «Vivir bajo tu sombra»                    | 21 de marzo de 2022       | 2.9                  |
| 7            | 7            | «Fuerza para resistir»                    | 22 de marzo de 2022       | 2.7                  |
| 8            | 8            | «Sed de venganza»                         | 23 de marzo de 2022       | 3.2                  |
| 9            | 9            | «No soy un asesino»                       | 24 de marzo de 2022       | 2.7                  |
| 10           | 10           | «No hay mayor dolor que perder a un hijo» | 25 de marzo de 2022       | 2.5                  |

### Segunda temporada (2022)
| N.º en serie | N.º en temp. | Título                                    | Fecha de emisión original | Audiencia (millones) |
| ------------ | ------------ | ----------------------------------------- | ------------------------- | -------------------- |
| 11           | 1            | «El Sol siempre sale para todos»          | 16 de mayo de 2022        | 2.7                  |
| 12           | 2            | «Sanar heridas»                           | 17 de mayo de 2022        | 2.4                  |
| 13           | 3            | «No soy feliz»                            | 18 de mayo de 2022        | 2.2                  |
| 14           | 4            | «Expiación»                               | 19 de mayo de 2022        | 2.3                  |
| 15           | 5            | «Fracasé como madre y mujer»              | 20 de mayo de 2022        | 2.1                  |
| 16           | 6            | «Arrancar las broncas de raíz»            | 23 de mayo de 2022        | 2.3                  |
| 17           | 7            | «Infidelidades»                           | 24 de mayo de 2022        | 2.0                  |
| 18           | 8            | «Tu grave error es callar»                | 25 de mayo de 2022        | 2.2                  |
| 19           | 9            | «Con cada película, una nueva conquista»  | 26 de mayo de 2022        | 1.8                  |
| 20           | 10           | «Sacar los trapitos al sol»               | 27 de mayo de 2022        | 1.9                  |
| 21           | 11           | «Comenzar una nueva etapa»                | 30 de mayo de 2022        | 2.3                  |
| 22           | 12           | «No puedes negar tus raíces»              | 31 de mayo de 2022        | 2.4                  |
| 23           | 13           | «Atrapado entre dos amores»               | 1 de junio de 2022        | 2.2                  |
| 24           | 14           | «Pagar tu penitencia»                     | 2 de junio de 2022        | 2.3                  |
| 25           | 15           | «Nosotros somos tierra»                   | 3 de junio de 2022        | 1.8                  |
| 26           | 16           | «Los que se nos van, siempre nos esperan» | 6 de junio de 2022        | 2.3                  |
| 27           | 17           | «No somos iguales»                        | 7 de junio de 2022        | 2.3                  |
| 28           | 18           | «Atenerse a las consecuencias»            | 8 de junio de 2022        | 2.3                  |
| 29           | 19           | «Llegó la hora de decir adiós»            | 9 de junio de 2022        | 2.4                  |
| 30           | 20           | «Que descanse en paz»                     | 10 de junio de 2022       | 2.0                  |

## Producción

### Desarrollo
Un mes después de haber fallecido Fernández en diciembre de 2021, la serie fue anunciada por TelevisaUnivision el 13 de enero de 2022, tras llegar a un acuerdo con Editorial Planeta para adquirir los derechos del libro. Días después, se anunció que Juan Osorio fue elegido para producir la serie. La producción de la serie inició rodaje a finales de enero de 2022, revelando las primeras imágenes de Pablo Montero caracterizado como el Charro de Huentitán. El primer teaser de la serie, fue revelado el 17 de febrero de 2022, como conmemoración del cumpleaños de Fernández. La producción de la segunda temporada inició el 25 de marzo de 2022.

### Controversia
El 11 de marzo de 2022, tres días antes de la fecha prevista del estreno de la serie, se anunció que un juez federal había ordenado la suspensión de la emisión de la serie, luego de que la familia de Vicente Fernández denunciara que Grupo Televisa incurrió en violaciones de relaciones extracontractuales, derechos de marca registrada, uso indebido de un nombre artístico reservado ante el Instituto Nacional del Derecho de Autor (INDAUTOR) y el Instituto Mexicano de la Propiedad Industrial (IMPI); competencia desleal, entre otras razones, además, de notificar al Instituto Federal de Telecomunicaciones (IFT) para que, en el ámbito de su 
jurisdicción, no permita la emisión de dicho contenido ni para que Grupo Televisa utilice la concesión que le dio el Estado mexicano para difundir el material grabado. Al día siguiente, TelevisaUnivision —filial de Grupo Televisa— alegó que la empresa no había recibido ninguna notificación judicial que prohibiera la emisión de la serie y que continuaría con el plan de emitir la serie. Finalmente, la serie se estrenó según lo programado.

## Audiencias
| Temporada | Horario (CT)                     | Episodios | Primera emisión     | Primera emisión      | Última emisión      | Última emisión       | Prom. de espectadores (millones) |
| Temporada | Horario (CT)                     | Episodios | Fecha               | Audiencia (millones) | Fecha               | Audiencia (millones) | Prom. de espectadores (millones) |
| --------- | -------------------------------- | --------- | ------------------- | -------------------- | ------------------- | -------------------- | -------------------------------- |
| 1         | Lunes a viernes 20:30 - 21:30 h. | 10        | 14 de marzo de 2022 | 8.0                  | 25 de marzo de 2022 | 2.5                  | 2.8                              |
| 2         | Lunes a viernes 21:30 - 22:30 h. | 20        | 16 de mayo de 2022  | 2.7                  | 10 de junio de 2022 | 2.0                  | 2.2                              |

## Premios y nominaciones

### TV Adicto Golden Awards 2022
| Categoría                                                                           | Nominados   | Resultado |
| ----------------------------------------------------------------------------------- | ----------- | --------- |
| Mejor serie mexicana transmitida en televisión abierta bajo un esquema telenovelero | Juan Osorio | Ganador   |